# 460年代
460年代（よんひゃくろくじゅうねんだい）は、西暦（ユリウス暦）460年から469年までの10年間を指す十年紀。